# Pärsti (obec)
Obec Pärsti (estonsky Pärsti vald) byla samosprávná obec náležející do estonského kraje Viljandimaa. Území obce se nacházelo přibližně uprostřed kraje, bezprostředně západně od krajského města Viljandi. Na východě sousedila kromě města Viljandi ještě s obcemi Saarepeedi a Viiratsi, na severu s obcí Suure-Jaani, na západě s obcí Kõpu a na jihu s obcemi Halliste a Paistu. V roce 2013 byla začleněna do obce Viljandi.

## Osídlení
Do obce patřilo městečko Ramsi a 26 vesnic: Alustre, Heimtali, Jämejala, Kiini, Kiisa, Kingu, Kookla, Laanekuru, Leemeti, Marna, Matapera, Mustivere, Pinska, Puiatu, Päri, Pärsti, Raudna, Rihkama, Savikoti, Sinialliku, Tohvri, Turva, Tõrreküla, Vanamõisa, Vardi a Väike-Kõpu. Z celkem přibližně tří a půl tisíce obyvatel žije necelá polovina ve třech největších sídlech, městečku Ramsi a vesnicích Jämejala a Päri. Správním střediskem obce byla vesnice Jämejala.

## Občanská vybavenost a kultura
Ve vesnici Jämejala působí obecní pečovatelský a azylový dům (Pärsti Pansionaat).
Ve vesnici Heimtali funguje základní škola (Heimtali Põhikool), v Ramsi a v Puiatu kombinovaná mateřská a základní škola (Ramsi Lasteaed-Kool a Puiatu Lasteaed-Kool), v Heimtali, Päri a Pärsti mateřské školy (Heimtali Lasteaed, Päri Lasteaed a Pärsti Lasteaed) a v Päri sportovní zájmové středisko (Päri Spordihoone). V Ramsi působí středisko volného času (Ramsi Vaba Aja Keskus) s širokou nabídkou zájmových aktivit, mezi nimiž též obecní klubovna mládeže (Ramsi noortetuba).
V Pärsti a v Puiatu fungují vesnické knihovny, které dohromady obslouží přibližně 5000 výpůjček ročně.

## Hospodářství
Největším zaměstnavatelem v obci je Vilínská nemocnice (Viljandi Haigla), nacházející se v katastru vesnice Jämejala. Průmyslovou výrobu v obci zastupují především firmy Ramsi Turvas a Eesti Turbatooted, zabývající se zpracováním rašeliny, a stavební firma Rame. Ze zemědělských podniků jsou největší hřebčín v Heimtali (Heimtali Hobusekasvandus), chov hovězího dobytka Jerwer, bramborářská společnost Mulgi Kartul, vepřový chov Atria Farmid a chov kožešinových zvířat Rehe Farm. Komunální služby zajišťuje firma Ramsi VK.
Územím obce procházejí silnice Nuia–Viljandi–Imavere a Viljandi–Pärnu. Na území obce (v katastru vesnice Päri) se rovněž nachází vilínské městské letiště.

## Pamětihodnosti
Území obce bylo poměrně hustě osídleno už v prehistorické době, pročež je bohaté na archeologické nálezy. Ze zbytků sídel, pohřebišť a obětišť je možno jmenovat obětní výšiny Tammemägi a Kabelimägi v katastru Vanamõisa (druhá jmenovaná s pozůstatky středověké křesťanské kaple), hradiště z počátku 2. tisíciletí na vyvýšenině nad Siniallickým jezerem na hranicích katastrů Ramsi, Vardi a Sinialliku či Modré prameny (Siniallikad) na úpatí pahorku jižně od Siniallického jezera.
V obci se nacházejí dva z větší části zachovalé zámecké komplexy — Pärsti s unikátní celodřevěnou hlavní budovou, v níž dnes sídlí mateřská škola, zámeckým parkem a několika hospodářskými budovami, a Heimtali, kde vedle historizující hlavní budovy obývané dnes základní školou upoutává návštěvníky rohovými vížkami opatřená sýrárna (v některých pramenech nesprávně považovaná za palírnu) a kruhová stáj.

## Galerie

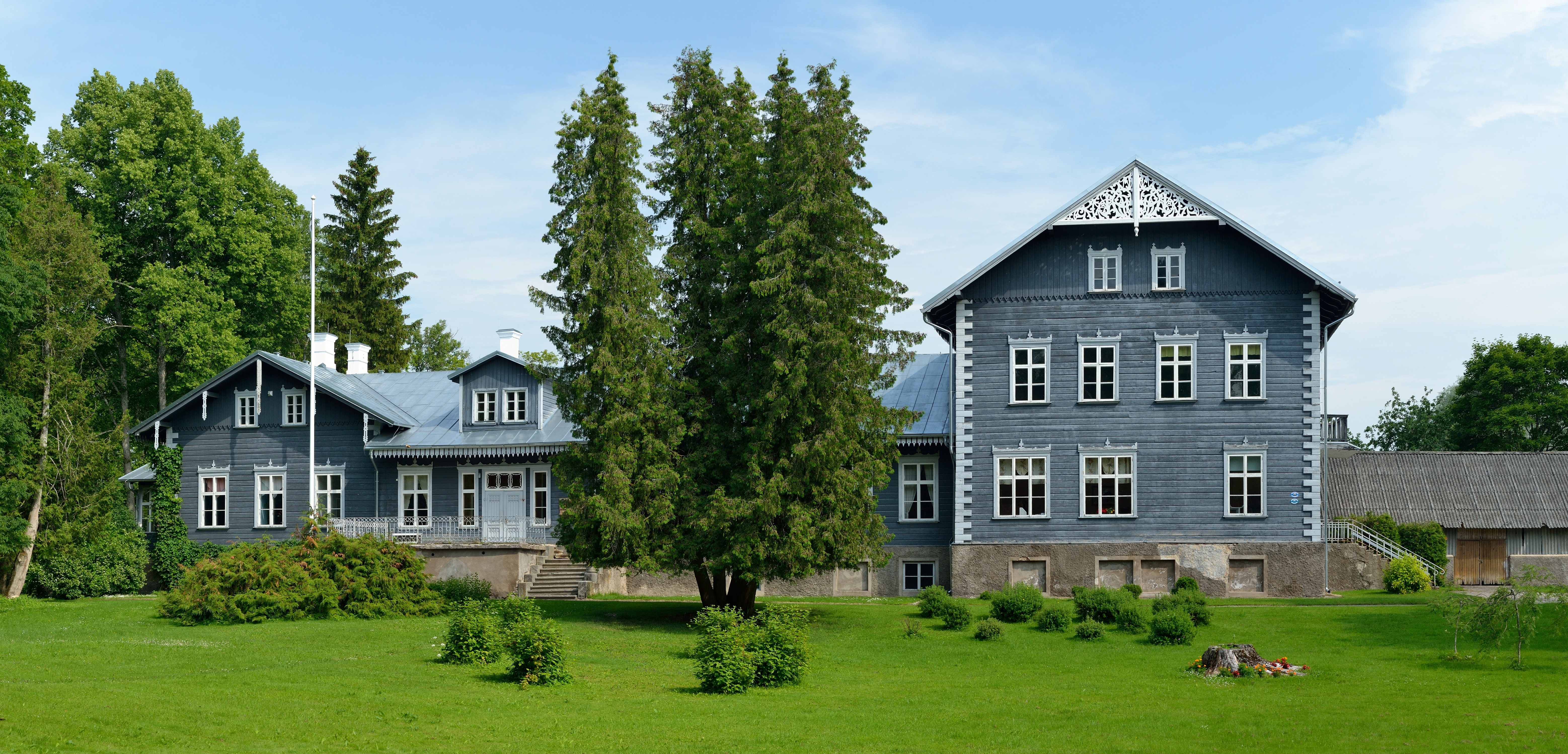
Zámek v Pärsti
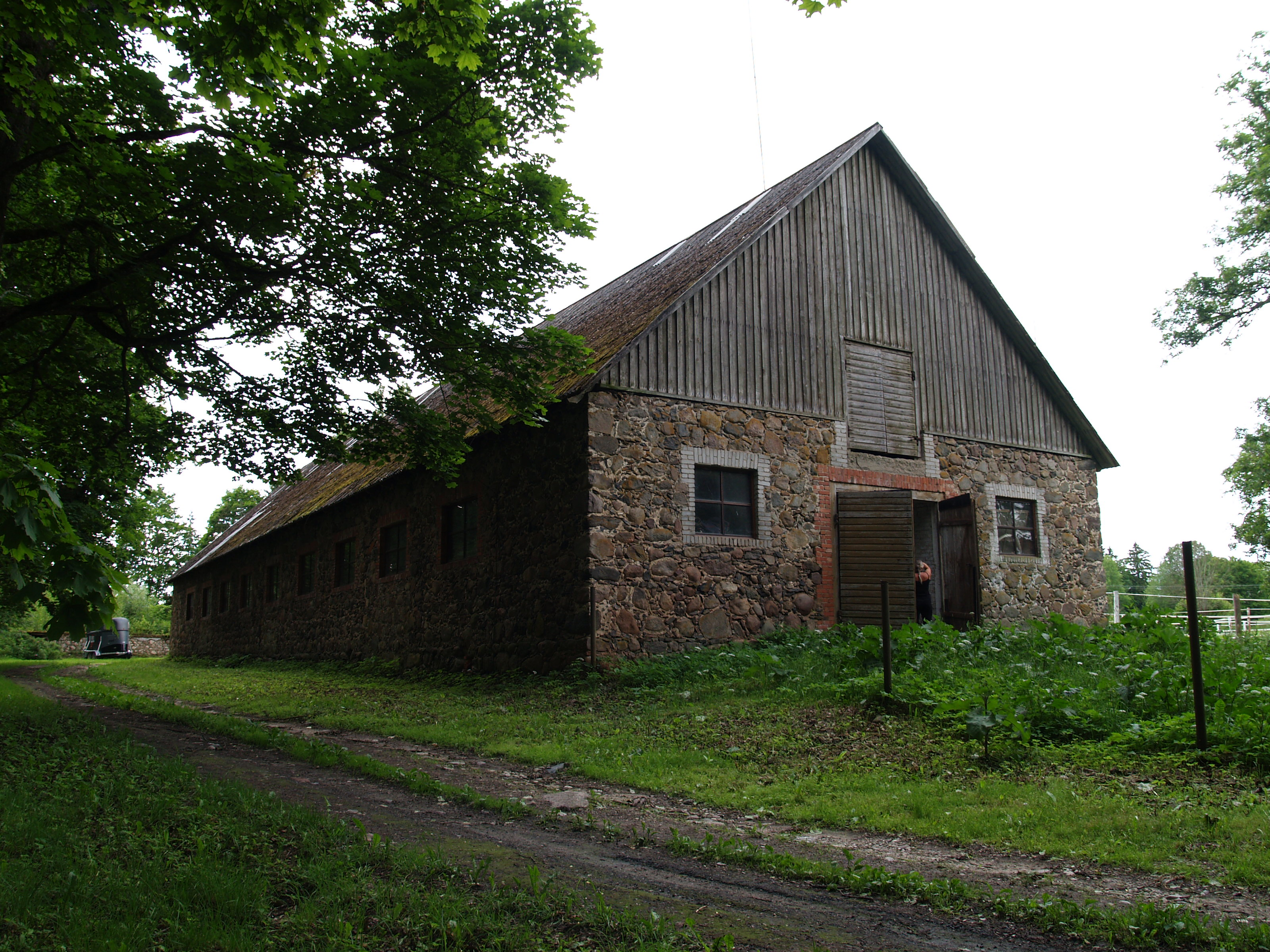
Pärstský zámecký chlév
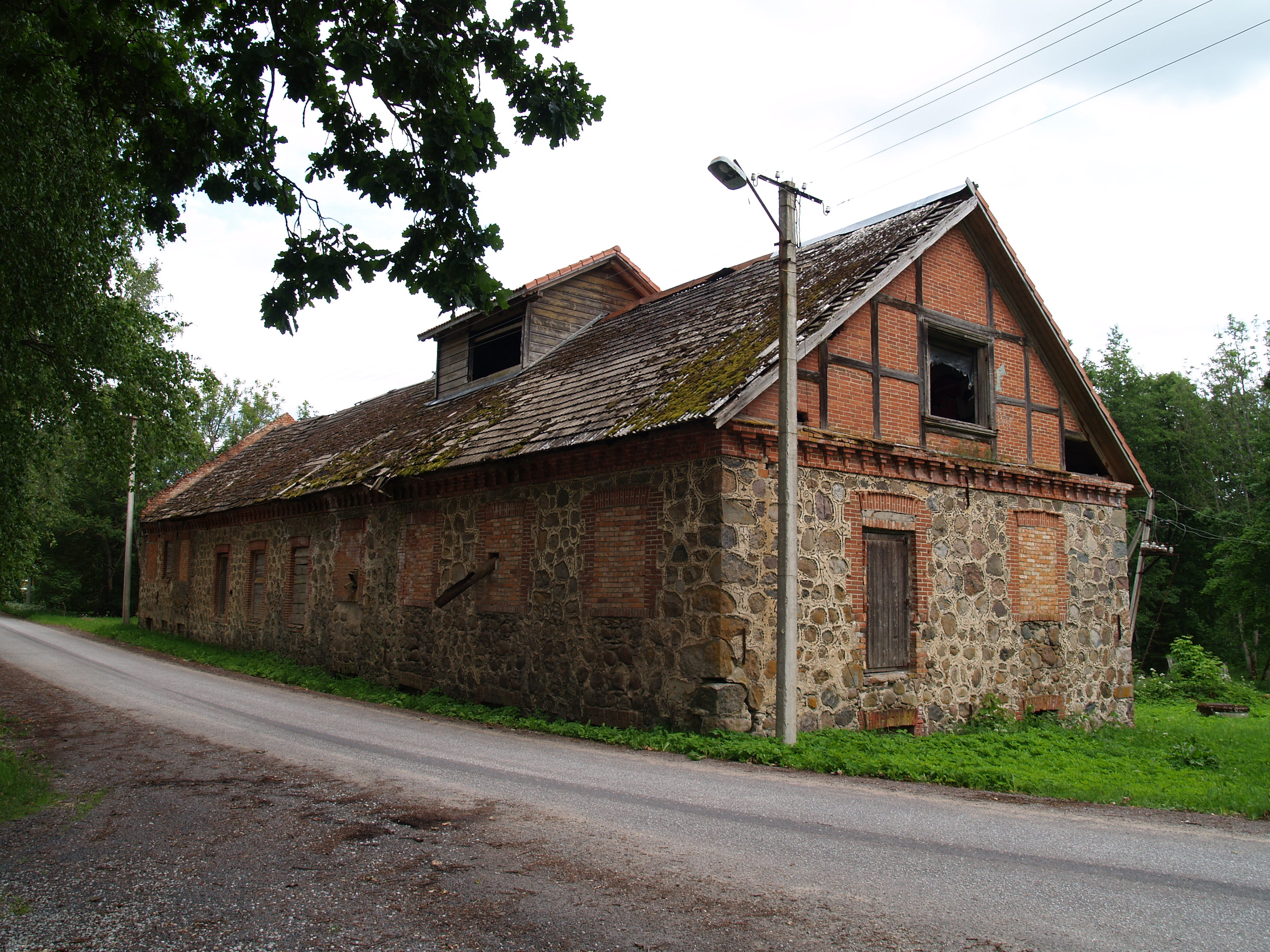
Zachovalá budova zámeckého vodního mlýna v Pärsti
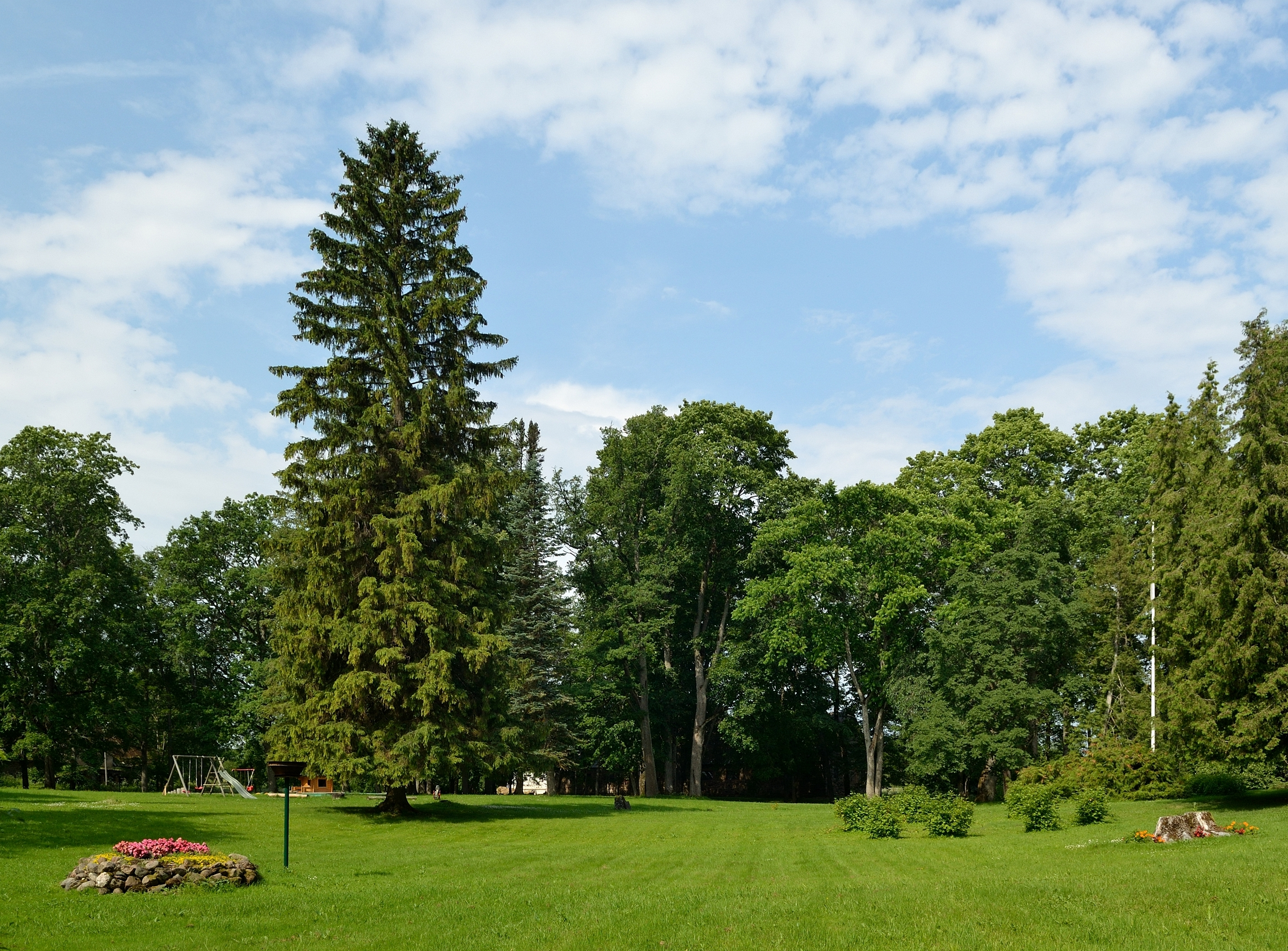
Zámecký park v Pärsti
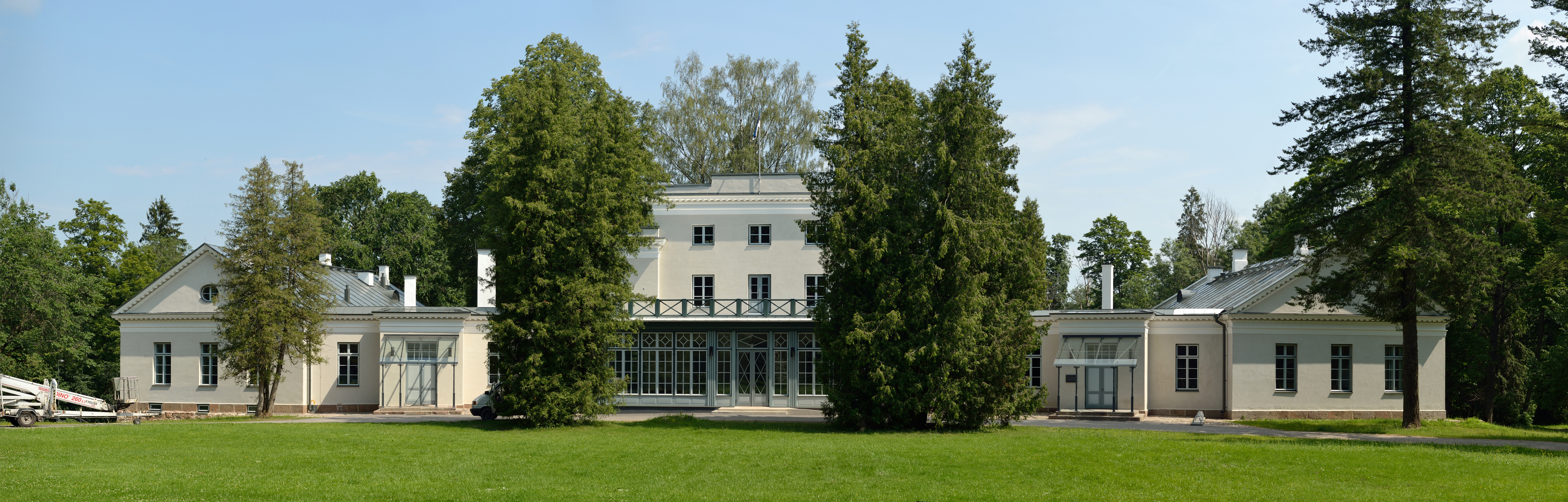
Zámek v Heimtali
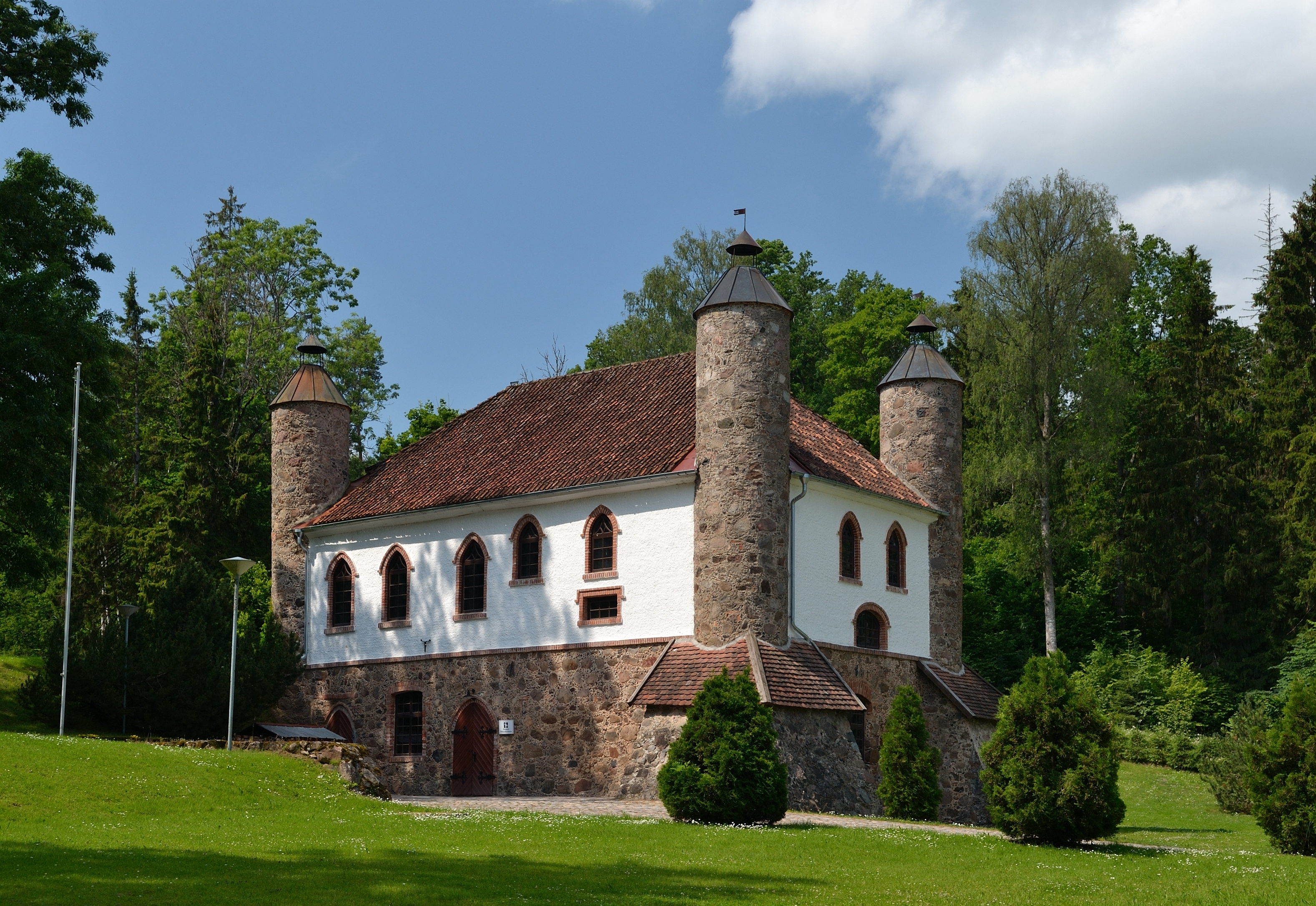
Heimtalská zámecká sýrárna (zvaná též „palírna“)
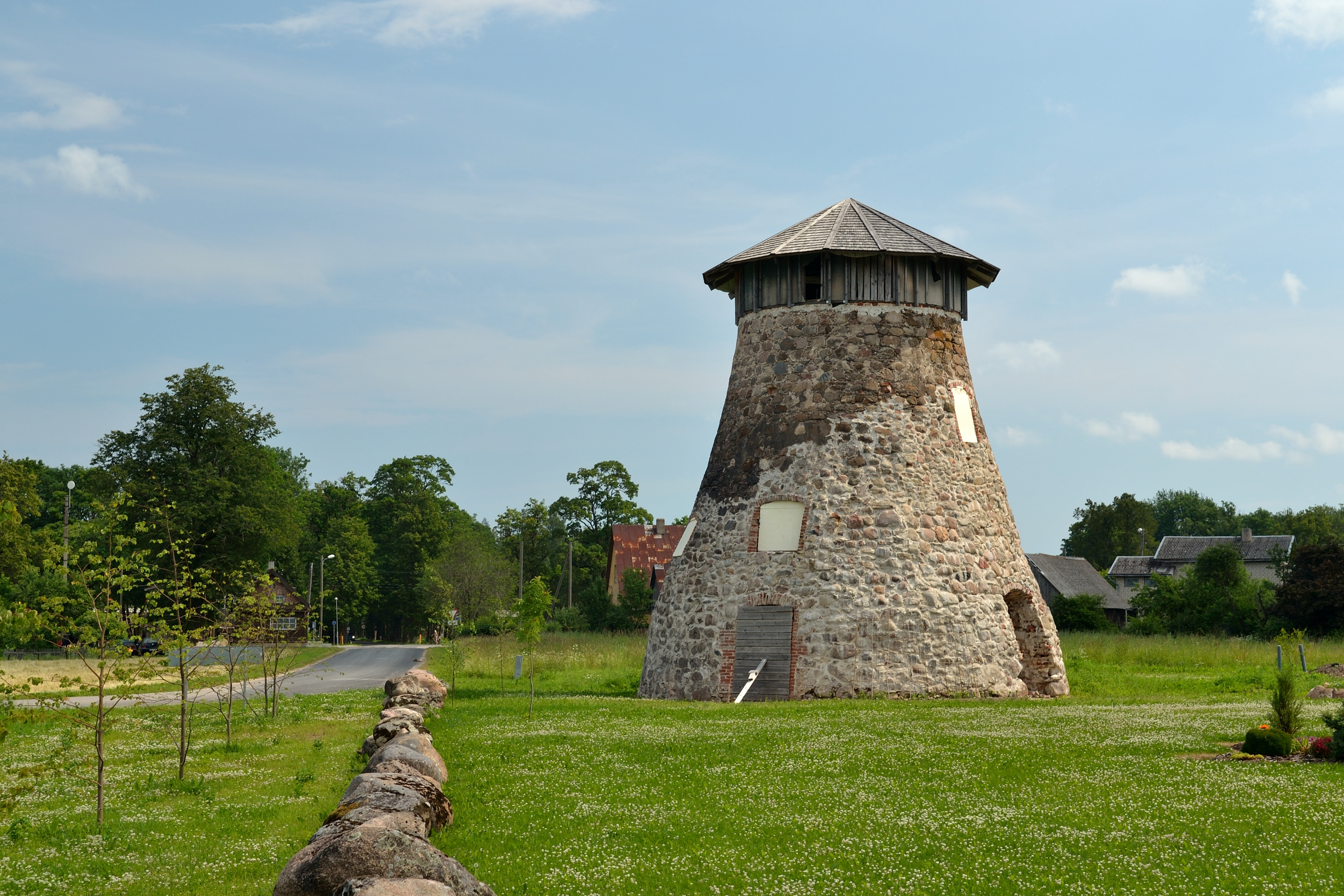
Heimtalský zámecký větrný mlýn
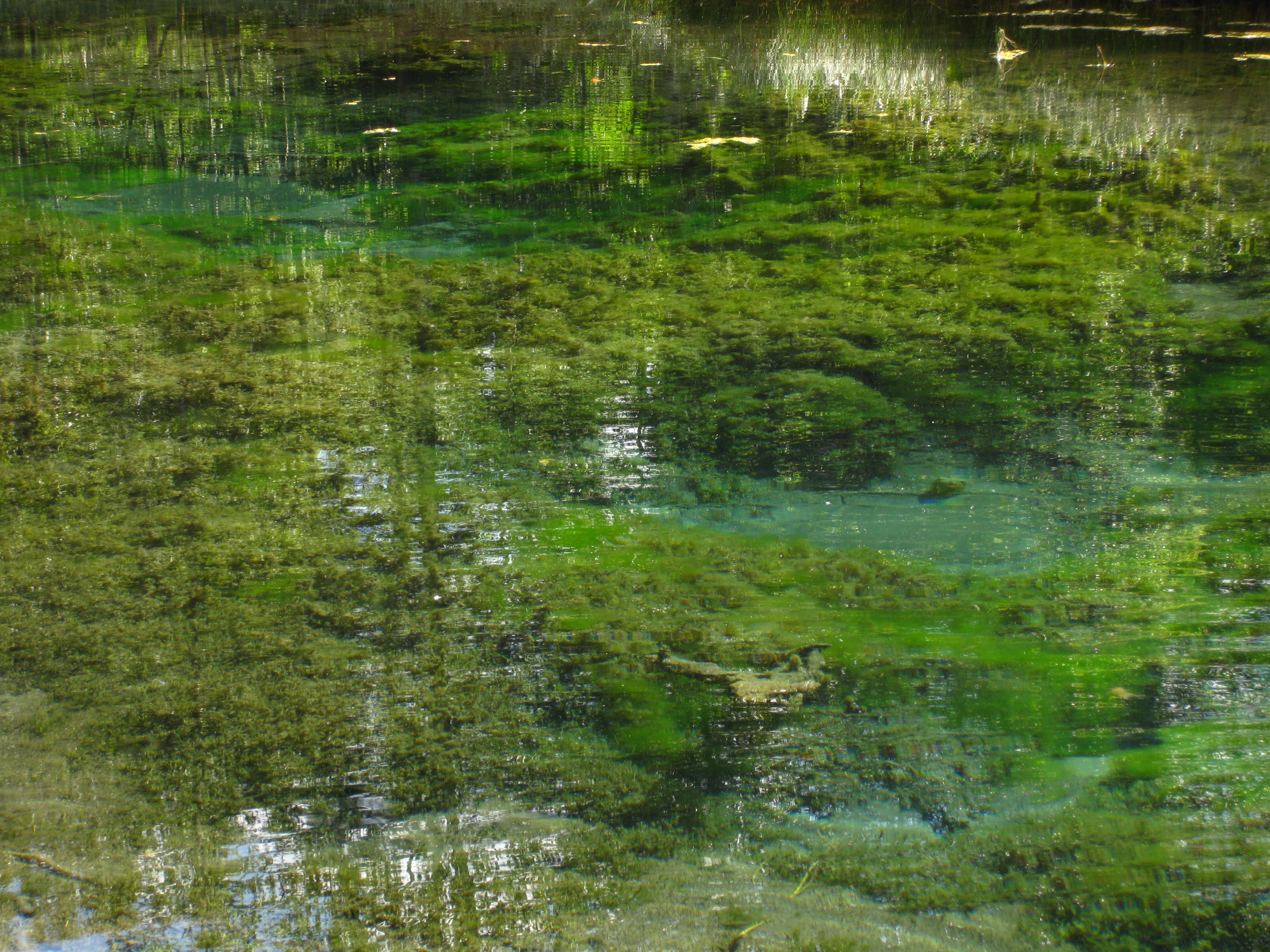
Modré prameny (Siniallikad)
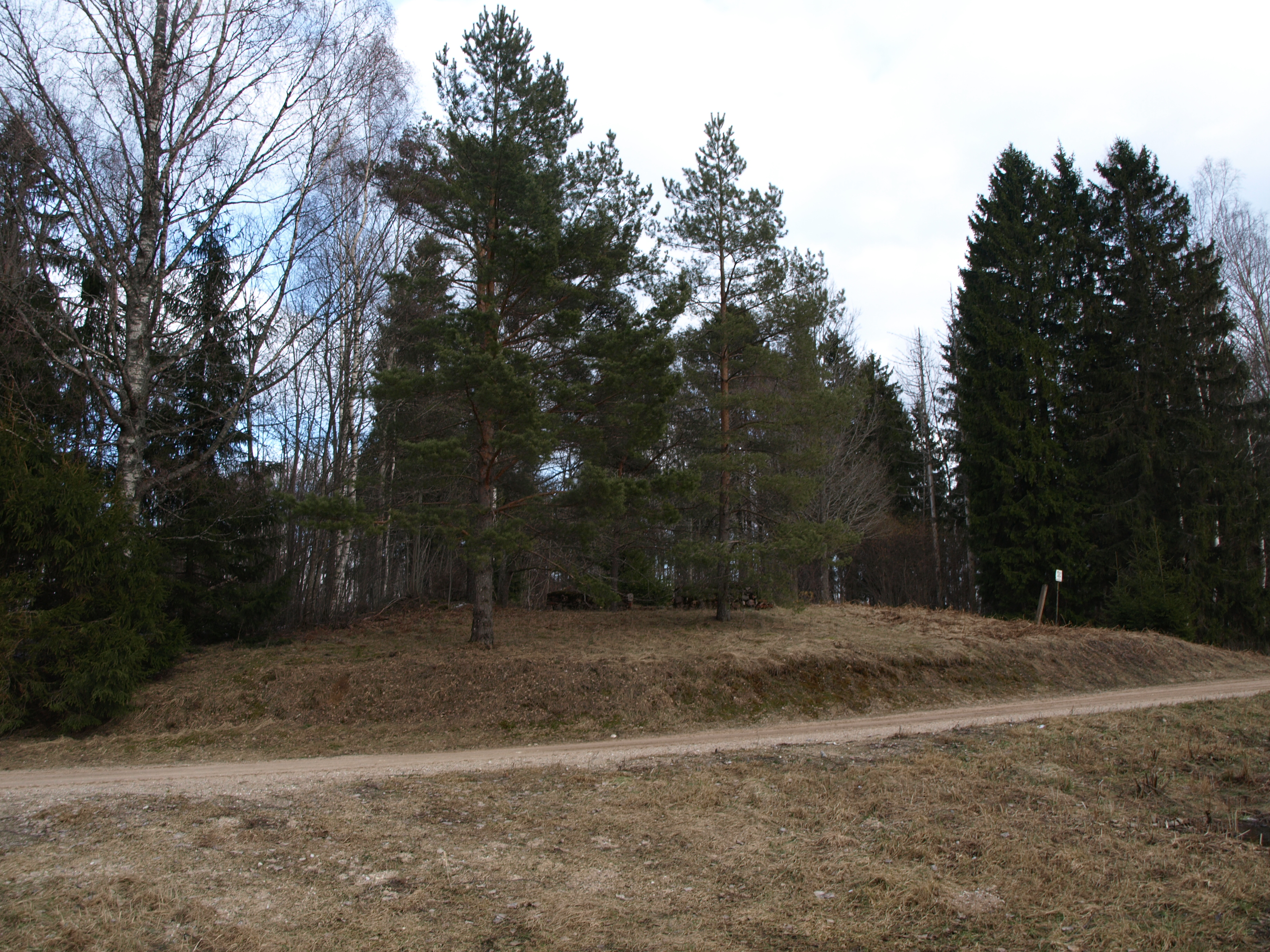
Zbytky středověké kaple na výšině Kabelimägi
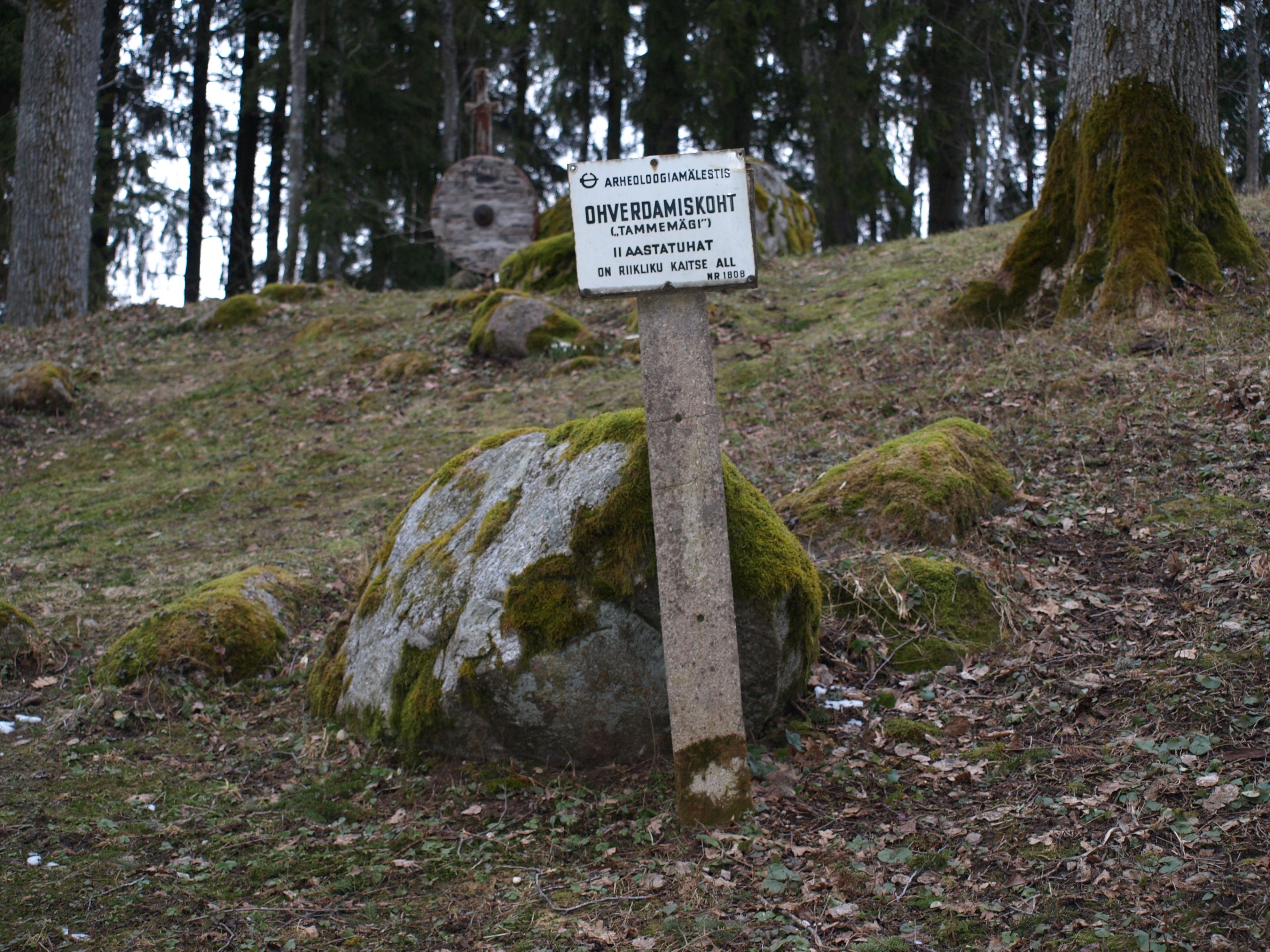
Prehistorické obětiště Tammemägi